# Phradis gibbus
Phradis gibbus är en stekelart som först beskrevs av Holmgren 1860.  Phradis gibbus ingår i släktet Phradis och familjen brokparasitsteklar. Arten är reproducerande i Sverige. Inga underarter finns listade i Catalogue of Life.